# Świdwin
Świdwin é um município da Polônia, na voivodia da Pomerânia Ocidental e no condado de Świdwin. Estende-se por uma área de 22,38 km², com 15 725 habitantes, segundo os censos de 2017, com uma densidade de 702,6 hab/km².